# Schliekum
Schliekum è una frazione (Ortsteil) della città di Sarstedt, nel land della Bassa Sassonia, in Germania.

## Storia
Già comune autonomo nel circondario di Springe, fu soppresso e incorporato a Sarstedt il 1º marzo 1974.